# Avi Maoz

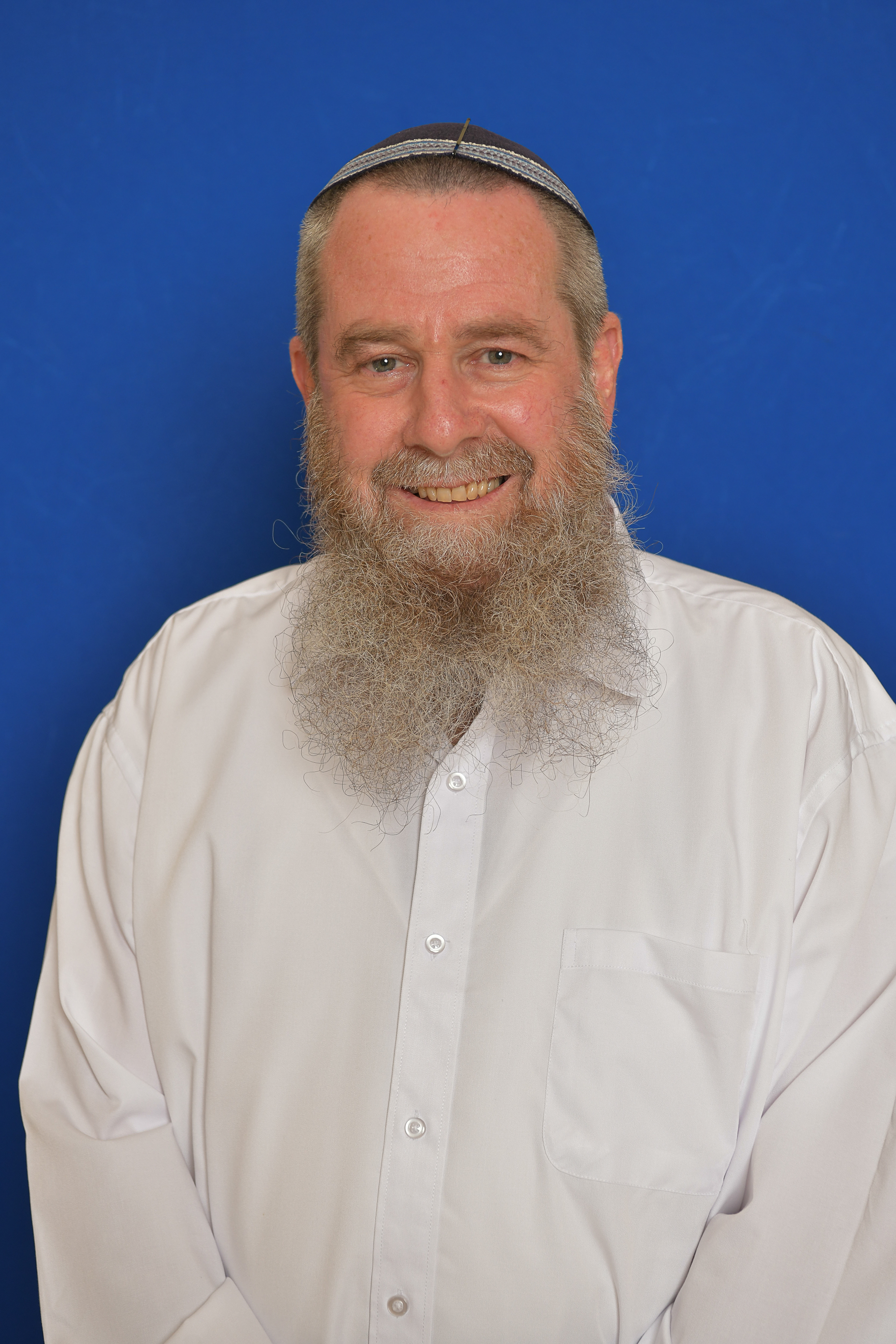
Avi Maoz (2024)

Avigdor "Avi" Maoz (hebräisch אביגדור "אבי" מעוז; * 6. Juli 1956 in Kiryat Shmuel) ist ein israelischer Politiker und Beamter. Er ist Vorsitzender und Mitgründer der religiösen rechtskonservativen Partei Noam und seit 2021 Mitglied der Knesset. Er war von Dezember 2022 bis März 2025, mit einer dreimonatigen Unterbrechung, stellvertretender Minister für jüdische nationale Identität in der Regierung unter Ministerpräsident Benjamin Netanjahu im Kabinett Netanjahu VI. Er gehört der Chardal-Bewegung an.

## Frühes Leben und Ausbildung
Avi Maoz wurde 1956 als Avigdor Fischheimer in Kiryat Shmuel bei Haifa als Sohn zweier Shoah-Überlebender geboren. Er diente in der israelischen Armee in der Fallschirmjägerbrigade. Nach dem Militärdienst war er Mitbegründer des Kibbuz Migdal Oz im Westjordanland.  Anschließend studierte er an der Yeshiva Merkaz Harav unter Rabbi Zvi Thau. Maoz gehört der Chardal-Bewegung an.

## Berufliche Karriere und Parteigründung
Avi Maoz kämpfte in den 1980er Jahren als Teil der NGO Let my People Go aktiv für die Freilassung des Dissidenten Natan Scharanski aus sowjetischer Haft und arbeitete eng mit Scharanskis Frau Avital und dem US-Präsidenten Ronald Reagan und Benjamin Netanjahu, in dessen damaliger Funktion als UN-Botschafter, zusammen. Nach Scharanskis Einwanderung nach Israel, 1986, blieb Maoz dessen enger Vertrauter und diente 15 Jahre lang als sein Stellvertreter in verschiedenen Ministerien, als Scharanski unter anderem als Industrie-, Innen- und Wohnungsbauminister sowie stellvertretender Ministerpräsident für die Partei Yisrael BaAliyah, einer politischen Gruppierung, die sich für die Interessen der jüdischen Einwanderer aus der früheren UdSSR einsetzte und 2003 in der Likud aufging, amtierte.
Maoz wurde 1999 von Natan Sharansky zum Direktor des Innenministeriums ernannt und wurde anschließend Direktor des Ministeriums für Bau- und Wohnungswesen unter Minister Effi Eitam, außerdem war er Generalsekretär von Yisrael BaAliyah.
2019 gründete er mit Rabbi Zvi Thau, der als spiritueller Führer fungiert, die konservative orthodox-jüdische, religiös-zionistische Partei Noam. Maoz, der zuvor in der Einwanderungspolitik aktiv war, nutzt Noam, um seine Vision eines religiös-konservativen und nationalistischen Israels durchzusetzen, das sich gegen säkulare und liberale Einflüsse stellt. Die Gründung war auch eine Reaktion auf gesellschaftliche Entwicklungen, die er als Bedrohung für die „jüdische Identität“ ansieht.
Noam setzt sich für die Stärkung der jüdisch-religiösen Identität Israels ein, fordert die Ausweitung jüdisch-religiöser Erziehung auch an staatlichen Schulen, eine strengere Einhaltung der öffentlichen Schabbat-Ruhe, die Aufwertung des Oberrabbinats sowie den Schutz der „traditionellen Ehe und Familie“. Die Partei lehnt eine Trennung von Staat und Religion in Israel strikt ab und ist bekannt für ihre radikale Ablehnung von LGBT-Rechten.

## Politische Karriere und Positionen

### Abgeordneter
Bei den Parlamentswahlen 2021 wurde Maoz über die Liste des Bündnisses „Religiöser Zionismus“ in die Knesset gewählt, das aus mehreren rechts-religiösen Parteien bestand.
Maoz vertritt äußerst konservative religiöse und politische Positionen: Er lehnt die gleichgeschlechtliche Ehe ab, fordert ein Verbot von Pride-Paraden in Jerusalem und befürwortet die Legalisierung von Konversionstherapien für LGBT-Personen. Er spricht sich gegen den Wehrdienst von Frauen und gegen ein Recht auf Abtreibung aus und setzt sich für eine stärkere Geschlechtertrennung bei öffentlichen Veranstaltungen ein. Außerdem will er ausschließlich orthodoxe Konversionen anerkennen und die Einwanderung von nichtjüdischen Enkelkindern jüdischer Einwanderer einschränken.

### Minister
Im Dezember 2022 wurde Maoz, der der einzige Abgeordnete von Noam war, als stellvertretender Minister für jüdische nationale Identität in der Regierung Netanjahu ernannt. Dort leitete er eine neu geschaffene Behörde, die unter anderem die Kontrolle über die Einwanderungsbehörde Nativ übernahm. Maoz hatte zusätzlich Kontrolle über eine Abteilung im Bildungsministerium, die externe Programm-Anbieter für öffentliche Schulen beaufsichtigt. Diese Ernennung stieß auf Empörung bei liberalen Kräften.
Maoz kündigte an, Bildungs- und Justizsystem sowie das Militär von „postmodernen Weltanschauungen“ säubern zu wollen. Er trat nach Streitigkeiten bereits im Februar 2024 zurück, kehrte aber im Mai 2024 in das seitdem vakante Amt zurück.
Während seiner Amtszeit versuchte Maoz, mehrere politische Maßnahmen rückgängig zu machen, die von der vorherigen Regierung eingeführt wurden. Dazu gehörte der Versuch, auf offiziellen Formularen die Bezeichnungen „Vater“ und „Mutter“ anstelle der zwischenzeitlich eingeführten Begriffe „Elternteil 1“ und „Elternteil 2“ wieder einzuführen. Außerdem wollte er die staatliche Politik bezüglich eines egalitären Gebetsbereichs an der Westmauer (Kotel) ändern und die „Heiligkeit“ der religiösen Stätte bewahren.
Avi Maoz trat am 24. März 2025 erneut von seinem Amt als stellvertretender Minister zurück. Er begründete seinen Rücktritt damit, dass die Regierung keine ernsthafte Absicht gezeigt habe, die im Koalitionsvertrag vereinbarte Hierarchie zur „jüdischen nationalen Identität“ tatsächlich umzusetzen. In seinem Rücktrittsschreiben kritisierte Maoz insbesondere den mangelnden politischen Willen und die Einflussnahme einer angeblichen „Deep State“-Struktur im Justiz- und Bildungsministerium, die seine Arbeit blockiert habe.
Trotz seines Rücktritts aus der Regierung erklärte Maoz, er werde weiterhin Teil der Koalition von Netanyahu bleiben. Sein Rücktritt offenbarte die inneren Spannungen innerhalb der von rechten bis ultraorthodoxen Parteien zusammengesetzten Koalition.

## Kontroversen und Kritik
Maoz’ politische Positionen und Äußerungen stießen auf Kritik seitens linker und liberaler Kreise. Der scheidende Premier Yair Lapid bezeichnete 2023 die Regierungsbildung mit Maoz als „völlig durchgeknallt“ und warnte vor den Folgen seiner konservativen Agenda, insbesondere wegen seiner Ablehnung von Frauen im Militär und seiner Befürwortung von Konversionstherapien für LGBT-Personen. In einem offen Brief appellierte er an die Kommunen, im Bezug auf Bildungspolitik, nicht mit Moaz zusammenzuarbeiten.
Die Vorsitzende der Arbeitspartei, Merav Michaeli, warnte vor „dunklen Zeiten“ für Israel und kündigte „entschiedenen Widerstand“ gegen Noam an. Menschenrechtsorganisationen und politische Gegner sehen in ihm einen homophoben, rassistischen und antipluralistischen Hardliner.

## Privatleben
Avi Maoz lebt in dem mehrheitlich arabischen Viertel Silwan in Ost-Jerusalem, ist verheiratet und hat zehn Kinder.